# Fiat 600 (1955)
 For alternative betydninger, se Fiat 600. (Se også artikler, som begynder med Fiat 600)
Fiat 600 ("Fiat Seicento" på italiensk) er en bilmodel fra Fiat, der blev produceret i perioden 1955-1969. Bilen var kun 3,22 m lang og den første Fiat med hækmotor. I samtiden kostede den 590.000 lira i Italien, 9.175 kr i Danmark i 1955. Det samlede antal biler af denne model i produktionsperioden var 2.612.367 samt 1.561.000 eksemplarer af Fiat 600D med lidt større motor. Bilen var populær mange steder i verden helt op i 1980'erne.

## Karakteristiske træk
Motoren var en firecylindret, vandkølet rækkemotor med 633 cm³ i den oprindelige model (767 cm³ i modellen fra 1960, kaldet Fiat 600D), der ydede 21,5 hk. Bilen havde tromlebremser på alle hjul og hækmotor. Karakteristisk for de første modeller var døre, der åbnede foran (dette blev pga. fare, hvis de gik op under kørsel, forbudt fra 1964). Topfarten lå på mellem 95 km/t for 633 cm³ motor til 110 km/t for 767 cm³ versionen. 
Bilen havde god plads til fire personer på trods af dens beskedne ydre. 
Et år efter fremkomsten blev en version med stoftag introduceret sammen med en sekssæders variant – den såkaldte Fiat 600 Multipla. Denne var en forløber for de nutidige MPV'er.
I Sovjetunionen blev der lavet en lignende model, Zaporozhets ZAZ-965, der blev produceret i perioden 1960-1963. Spekulationer, om designet var kopieret fra Fiat 600, blev afvist af repræsentanter for ZAZ-fabrikken med henvisning til, at bilen var ægte sovjetisk design.
I det tidligere Jugoslavien var modellen meget populær og blev produceret under navnet Zastava 750 (senere 850). Den blev fremstillet af Zastava-fabrikken i Kragujevac fra tidligt i 1960'erne til 1985. Zastava 850 havde flere forbedringer i forhold til den originale model. Fiat 850 er en videreførelse af Fiat 600, men ligeledes med forbedringer, hvilket gjorde modellen til en populær kilde til forbedring af Fiat 600, men disse forbedringer kan være vanskelige eller dyre at gennemføre, da flere af delene ikke bare kan udskiftes uden videre.

## Jolly
I 1958 fremstillede Fiat et antal Fiat 600'er, som Ghia designede i form af model "Jolly". Denne åbne model havde kurvesæder og mulighed for parasol-agtig tag til beskyttelse mod den sydeuropæiske sol, og denne model blev oprindeligt lavet med henblik på brug på rige folks yachts (f.eks. havde Aristoteles Onassis én).
Med en pris på næsten det dobbelte af den almindelige model blev produktionen ikke ret stor. Det menes, at der er eksisterer færre end 100 af denne model i vore dage. 32 Jolly'er blev anvendt som taxier på Catalina-øen ud for Los Angeles i USA i perioden 1958-1962.

## Eksterne referencer
- FDM's test af Fiat 600 fra 1955 Arkiveret 29. september 2007 hos  Wayback Machine
- Fiat Mini Klub Sjællands hjemmeside Arkiveret 10. juni 2007 hos  Wayback Machine

- Wikimedia Commons har flere filer relateret til Fiat 600 (1955)